# Enrico Toccacelo
Enrico Toccacelo (Roma, Italia; 14 de diciembre de 1978) es un expiloto de automovilismo italiano. En 2005 fue tercer piloto de Minardi en Fórmula 1.
Entre 2001 y 2004 compitió en Fórmula 3000 Internacional, donde logró tres victorias, y el subcampeonato en su último año. En 2005 participó en cinco rondas de Fórmula Renault 3.5, logrando la victoria en su carrera debut y el duodécimo lugar en el campeonato. Al año siguiente participó en cuatro rondas, puntuando en tres ocasiones.
En 2005, durante su paso por Fórmula Renault 3.5, Toccacelo fue piloto de pruebas de la escudería Minardi F1 Team en Fórmula 1, participando como tercer piloto en los Grandes Premios de Turquía, Italia y Bélgica.
Tras ser piloto de pruebas en Fórmula 1, compitió en A1 Grand Prix, Superleague Fórmula y en carreras de gran turismos. Fue tercero en la International GT Open 2010, junto a Raffaele Giammaria. Dejó de competir tras el año 2011.

## Resultados

### Fórmula 3000 Internacional
(Clave) (negrita indica pole position) (cursiva indica vuelta rápida)

| Año      | Escudería         | 1     | 2      | 3     | 4       | 5       | 6       | 7     | 8       | 9       | 10      | 11      | 12      | Pos. | Puntos |
| -------- | ----------------- | ----- | ------ | ----- | ------- | ------- | ------- | ----- | ------- | ------- | ------- | ------- | ------- | ---- | ------ |
| 2001     | Team Astromega    | INT   | IMO    | CAT   | A1R     | MON     | NÜR     | MAG   | SIL     | HOC 13  | HUN Ret | SPA 17  | MNZ Ret | NC   | 0      |
| 2002     | Coloni F3000      | INT 6 | IMO 12 | CAT 6 | A1R 6   | MON Ret | NÜR Ret | SIL 8 | MAG 6   | HOC Ret | HUN 1   | SPA Ret | MNZ Ret | 9.º  | 14     |
| 2003     | Super Nova Racing | IMO 5 | CAT 3  | A1R 5 | MON Ret | NÜR 1   | MAG 13  | SIL 6 | HOC Ret | HUN 7   | MNZ 8   |         |         | 6.º  | 30     |
| 2004     | BCN F3000         | IMO 2 | CAT 2  | MON 2 | NÜR 1   | MAG 12  | SIL 2   | HOC 2 | HUN 3   | SPA 12  | MNZ Ret |         |         | 2.º  | 56     |
| Fuentes: |                   |       |        |       |         |         |         |       |         |         |         |         |         |      |        |

### Fórmula Renault 3.5 Series
(Clave) (negrita indica pole position) (cursiva indica vuelta rápida)

| Año      | Escudería           | 1       | 2         | 3         | 4        | 5         | 6       | 7        | 8       | 9         | 10    | 11    | 12    | 13    | 14    | 15    | 16    | 17    | Pos. | Puntos |
| -------- | ------------------- | ------- | --------- | --------- | -------- | --------- | ------- | -------- | ------- | --------- | ----- | ----- | ----- | ----- | ----- | ----- | ----- | ----- | ---- | ------ |
| 2005     | Victory Engineering | ZOL 1   | ZOL 2 15† | MON 1 6   | VAL 1 10 | VAL 2 Ret | LMS 1 6 | LMS 2 9  | BIL 1 5 | BIL 2 20† | OSC 1 | OSC 2 | DON 1 | DON 2 | EST 1 | EST 2 | MNZ 1 | MNZ 2 | 12.º | 36     |
| 2006     | EuroInternational   | ZOL 1 9 | ZOL 2 8   | MON 1 DNQ | IST 1 15 | IST 2 20  | MIS 1 8 | MIS 2 15 | SPA 1   | SPA 2     | NÜR 1 | NÜR 2 | DON 1 | DON 2 | LMS 1 | LMS 2 | CAT 1 | CAT 2 | 27.º | 9      |
| Fuentes: |                     |         |           |           |          |           |         |          |         |           |       |       |       |       |       |       |       |       |      |        |

### Fórmula 1
(Clave) (negrita indica pole position) (cursiva indica vuelta rápida)

| Año     | Escudería       | 1   | 2   | 3   | 4   | 5   | 6   | 7   | 8   | 9   | 10  | 11  | 12  | 13  | 14     | 15     | 16     | 17  | 18  | 19  | Pos. | Puntos |
| ------- | --------------- | --- | --- | --- | --- | --- | --- | --- | --- | --- | --- | --- | --- | --- | ------ | ------ | ------ | --- | --- | --- | ---- | ------ |
| 2005    | Minardi F1 Team | AUS | MYS | BHR | SMR | ESP | MON | EUR | CAN | USA | FRA | GBR | GER | HUN | TUR TD | ITA TD | BEL TD | BRA | JPN | CHN |      |        |
| Fuente: |                 |     |     |     |     |     |     |     |     |     |     |     |     |     |        |        |        |     |     |     |      |        |

### A1 Grand Prix
(Clave) (negrita indica pole position) (cursiva indica vuelta rápida)

| Año      | Equipo | 1          | 2           | 3          | 4           | 5          | 6           | 7           | 8           | 9          | 10        | 11        | 12         | 13         | 14          | 15         | 16          | 17        | 18        | 19         | 20        | 21         | 22        | Pos. | Puntos |
| -------- | ------ | ---------- | ----------- | ---------- | ----------- | ---------- | ----------- | ----------- | ----------- | ---------- | --------- | --------- | ---------- | ---------- | ----------- | ---------- | ----------- | --------- | --------- | ---------- | --------- | ---------- | --------- | ---- | ------ |
| 2005-06  | Italia | GBR SPR 16 | GBR FEA Ret | GER SPR 17 | GER FEA Ret | POR SPR 11 | POR FEA 7   | AUS SPR 10  | AUS FEA Ret | MYS SPR 17 | MYS FEA 4 | UAE SPR 2 | UAE FEA 11 | RSA SPR 11 | RSA FEA Ret | IDN SPR    | IDN FEA     | MEX SPR 3 | MEX FEA 5 | USA SPR    | USA FEA   | CHN SPR 16 | CHN FEA 9 | 14.º | 46     |
| 2006-07  | Italia | NED SPR    | NED FEA     | CZE SPR    | CZE FEA     | CHN SPR 3  | CHN FEA 1   | MYS SPR Ret | MYS FEA 13  | IDN SPR 11 | IDN FEA 4 | NZL SPR 9 | NZL FEA 8  | AUS SPR 15 | AUS FEA 12  | RSA SPR 12 | RSA FEA Ret | MEX SPR 7 | MEX FEA 4 | CHN SPR 10 | CHN FEA 7 | GBR SPR 3  | GBR SPR 3 | 7.º  | 52     |
| 2007-08  | Italia | NED SPR 12 | NED FEA 14  | CZE SPR 14 | CZE FEA 10  | MYS SPR 8  | MYS FEA Ret | CHN SPR     | CHN FEA     | NZL SPR    | NZL FEA   | AUS SPR   | AUS FEA    | RSA SPR    | RSA FEA     | MEX SPR    | MEX FEA     | CHN SPR   | CHN FEA   | GBR SPR    | GBR SPR   |            |           | 18.º | 12     |
| Fuentes: |        |            |             |            |             |            |             |             |             |            |           |           |            |            |             |            |             |           |           |            |           |            |           |      |        |

### Superleague Fórmula
(Clave) (negrita indica pole position) (cursiva indica vuelta rápida)

| Año     | Equipo            | Escudería         | 1   | 1   | 2   | 2   | 3   | 3   | 4   | 4   | 5   | 5   | 6   | 6   | Pos. | Puntos |
| ------- | ----------------- | ----------------- | --- | --- | --- | --- | --- | --- | --- | --- | --- | --- | --- | --- | ---- | ------ |
| 2008    |                   |                   | DON | DON | NÜR | NÜR | ZOL | ZOL | EST | EST | VLL | VLL | JER | JER | 5.º  | 307    |
| 2008    | A.S. Roma         | FMS International | 2   | 10  | 17  | 4   | 13  | 7   |     |     |     |     |     |     | 5.º  | 307    |
| 2008    | Borussia Dortmund | Zakspeed          |     |     |     |     |     |     | 17  | 6   | 18  | 14  |     |     | 14.º | 218    |
| Fuente: |                   |                   |     |     |     |     |     |     |     |     |     |     |     |     |      |        |